# Cutzinas
Cutzinas (en griego antiguo: Κουτζίνας, muerto en enero 563) fue un líder tribal bereber de las mastracios que desempeñó un papel importante en las guerras del Imperio bizantino contra las tribus bereberes de África a mediados del siglo VI, luchando contra y para los bizantinos. Feroz aliado bizantino durante las últimas etapas de la rebelión bereber, permaneció como vasallo imperial hasta que fue asesinado en 563 por el nuevo gobernador bizantino de la prefectura del pretorio de África.

## Biografía

localización del Monte Aurasio (actual Aurés) en Argelia.

Cutzinas era de origen mixto: su padre era bereber, mientras que su madre provenía de la población romanizada del norte de África. Tras la reconquista del norte de África por el Imperio bizantino en la Guerra vándala (533-534), estallaron varias revueltas de tribus bereberes nativas en las provincias locales. Cutzinas es mencionado por el historiador y testigo ocular Procopio de Cesarea como uno de los líderes de la rebelión en la provincia de Bizacena, junto con Esdilasas, Medisinisas y Jurfutes. En la primavera de 535, sin embargo, los rebeldes fueron derrotados por el comandante militar bizantino Salomón en las batallas de Mammes y Burgaón y Cutzinas se vio obligado a huir al Monte Aurasio, al este de Numidia, donde buscó la protección del líder bereber local, Iaudas.
Cutzinas desaparece del registro hasta el año 544, cuando es citado por el poema épico Iohannis del escritor romano-africano Flavio Cresconio Coripo como aliado de los bizantinos y amigo de Salomón.] Ese año la rebelión bereber, sofocada por Salomón después de su pacificación de las tribus del Monte Aurasio en 540, estalló de nuevo en la Tripolitania y se extendió rápidamente a Bizacena, donde los bereberes se rebelaron bajo el liderazgo de Antalas. Esta vez Cutzinas se opuso a la revuelta  y trajo a su propio pueblo, los mastracios (la lectura del nombre es incierta) al lado del ejército bizantino.[6] En el mismo año Salomón murió en batalla y para el año siguiente la posición bizantina en África se desintegró ante los rebeldes.

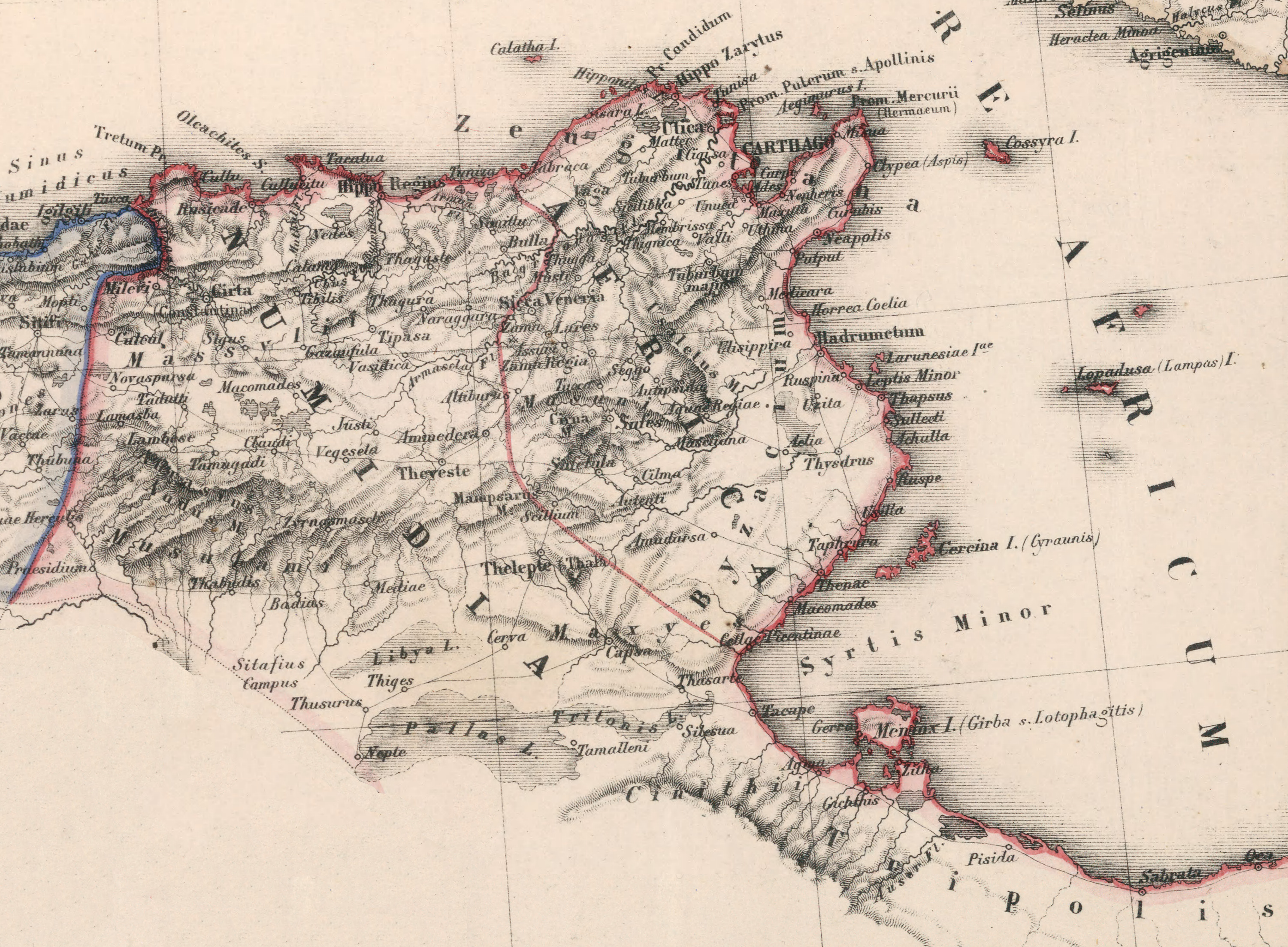
El África romana, con las provincias de Bizacena, Zeugitania y Numidia.

A finales del año 545, Cutzinas e Iaudas se unieron a Antalas en una marcha contra Cartago, la capital y principal fortaleza del gobierno bizantino en África. Cutzinas negoció en secreto con el gobernador bizantino, Areobindo, para traicionar a Antalas cuando comenzó la batalla; Areobindo, sin embargo, reveló esto a Guntarico, un comandante bizantino que estaba en contacto con Antalas y planeaba traicionar al gobernador. Para ganar tiempo, Guntarico aconsejó a Areobindo que tomara como rehenes a los hijos de Cutzinas. En el evento, Guntarico lanzó un levantamiento en Cartago que Areobindo no pudo reprimir, resultando en su ejecución y la usurpación del gobierno por parte de Guntarico.  Después de que sus planes fueran revelados por Guntarico a Antalas, Cutzinas cambió de bando una vez más y se alió con el primero, manteniendo a su madre e hijo como rehenes. Junto con el comandante armenio Artabanes, fue enviado a perseguir a Antalas, logrando una victoria sobre las fuerzas rebeldes cerca de Hadrumetum.
En el invierno de 546/547, cuando Juan Troglita, el nuevo gobernador y comandante en jefe, llegó a África, Cutzinas y sus seguidores se unieron a él y participaron en la expedición que causó la derrota y la sumisión de Antalas. Poco después, Cutzinas recibió el puesto militar supremo de magister militum de Troglita. En el verano de 547, acompañó a Troglita en su campaña contra las tribus tripolitanas bajo Carcasan. Antes de la batalla de Marta, abogó por atacar a las fuerzas rebeldes, pero el ejército bizantino fue fuertemente derrotado por Carcasan y Antalás, que una vez más se rebelaron. En el mismo invierno, Cutzinas se enfrentó a otro líder bereber pro-bizantino, Ifísdeas. Su disputa amenazaba con extenderse a un conflicto armado abierto, pero la intervención de Troglita evitó esto y el oficial Juan logró la reconciliación entre ellos.
En la primavera de 548, participó una vez más en la campaña de Troglita, según Coripo, como jefe de no menos de 30 000 hombres, divididos en unidades de 1000 soldados, cada una comandada por un dux bereber. Este número posiblemente también incluía a las tropas bizantinas puestas bajo el mando de los Cutzinas. Durante la campaña, Cutzinas y los otros líderes bereberes fueron cruciales para abortar un intento de motín de tropas bizantinas debido a la estrategia de tierra quemada de Antalas. El apoyo inquebrantable de los bereberes permitió a Troglita superar la crisis y liderar su ejército contra las fuerzas de Carcasan y Antalas. Cutzinas luchó en la batalla de los campos de Catón, que fue una victoria bizantina decisiva: Carcasan cayó y la revuelta bereber fue aplastada, con Antalas y los líderes supervivientes sometiéndose a Juan Troglita. Después de eso, Cutzinas permaneció como vasallo, recibiendo pagos regulares de las autoridades bizantinas. En enero de 563, sin embargo, el prefecto del pretorio Juan Rogatino se negó a pagarle y cuando Cutzinas fue a cobrar su paga terminó asesinado. Como consecuencia, los hijos del primero se rebelaron.